# واتسلاف اشمیدل
واتسلاف اشمیدل (چکی: Václav Šmídl؛ زادهٔ ۱۸ مارس ۱۹۴۰) بازیکن والیبال اهل چکسلواکی بود.